# 瓜雅拉
07°32′45″S 72°35′02″W / 7.54583°S 72.58389°W

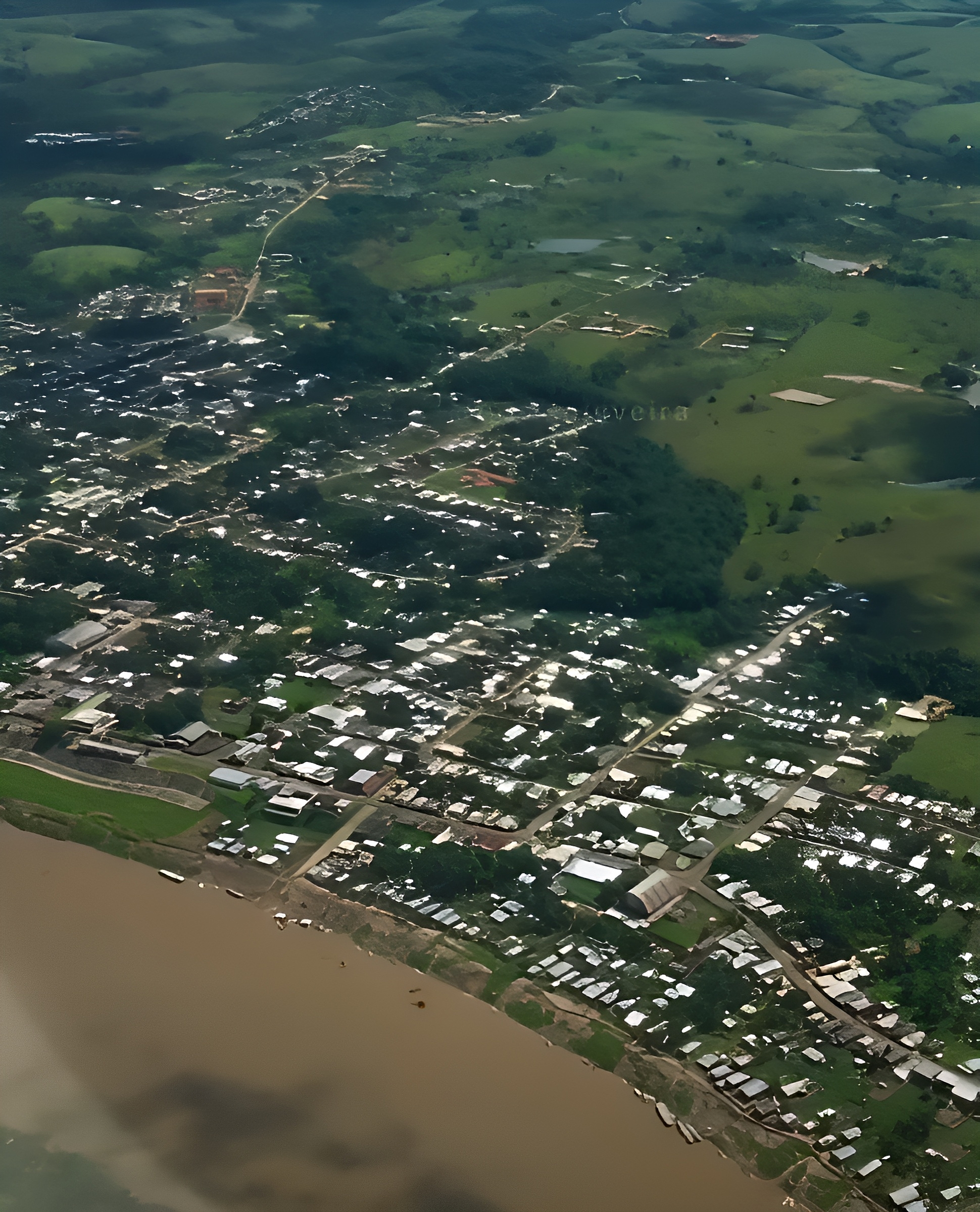
瓜雅拉

瓜雅拉（葡萄牙語：Guajará）是巴西的城鎮，位於該國北部，由亞馬遜州負責管轄，始建於1987年12月30日，面積8,904平方公里，海拔高度0米，2014年人口15,561，人口密度每平方公里1.75人。